# Zaslap
Zaslap este un sat din comuna Nikšić, Muntenegru. Conform datelor de la recensământul din 2003, localitatea are 53 de locuitori (la recensământul din 1991 erau 84 de locuitori).

## Demografie
În satul Zaslap locuiesc 45 de persoane adulte, iar vârsta medie a populației este de 49,2 de ani (46,2 la bărbați și 53,2 la femei). În localitate sunt 20 de gospodării, iar numărul mediu de membri în gospodărie este de 2,65.
|  |

| Demografie | Demografie | Demografie |
| An         | Locuitori  | Locuitori  |
| ---------- | ---------- | ---------- |
|            |            |            |
|            |            |            |
|            |            |            |
|            |            |            |
| 1948       | 193        |            |
| 1953       | 189        |            |
| 1961       | 165        |            |
| 1971       | 131        |            |
| 1981       | 101        |            |
| 1991       | 84         | 84         |
| 2003       | 65         | 53         |

| \| Componența etnică conform recensământului din 2003[2] \| Componența etnică conform recensământului din 2003[2] \| Componența etnică conform recensământului din 2003[2] \| Componența etnică conform recensământului din 2003[2] \| Componența etnică conform recensământului din 2003[2] \| \| ----------------------------------------------------- \| ----------------------------------------------------- \| ----------------------------------------------------- \| ----------------------------------------------------- \| ----------------------------------------------------- \| \| \| \| \| \| \| \| Muntenegreni \| Muntenegreni \| \| 38 \| 71,69% \| \| Sârbi \| Sârbi \| \| 14 \| 26,41% \| \| necunoscută \| necunoscută \| \| 0 \| 0% \| |              |  |    |        |
| Componența etnică conform recensământului din 2003 |              |  |    |        |
| |              |  |    |        |
| Muntenegreni | Muntenegreni |  | 38 | 71,69% |
| Sârbi | Sârbi        |  | 14 | 26,41% |
| necunoscută | necunoscută  |  | 0  | 0%     |